# Gram Parsons
Gram Parsons (5. listopadu 1946 – 19. září 1973) byl americký hudebník. V letech 1966 až 1968 byl členem skupiny International Submarine Band. Roku 1968 krátce působil ve skupině The Byrds, se kterou však nahrál jen jedno album nazvané Sweetheart of the Rodeo. Ještě toho roku založil skupinu The Flying Burrito Brothers, ze které záhy odešel a vydal se na sólovou dráhu. Své první sólové album GP vydal v lednu 1973 a druhé Grievous Angel o rok později. Vydání druhého alba se již Parsons nedožil; zemřel v září 1973 na problémy s drogami ve věku šestadvaceti let. Časopis Rolling Stone jej zařadil na 87. příčku v žebříčku sta největších umělců všech dob.